# کرین جنینگز-گبرا
کرین لزلی جنینگز-گبرا (انگلیسی: Carin Leslie Jennings-Gabarra؛ زادهٔ ۹ ژانویهٔ ۱۹۶۵) بازیکن فوتبال در پست مهاجم اهل ایالات متحده آمریکا است.

## تیم ملی
وی همچنین در تیم ملی فوتبال زنان ایالات متحده آمریکا بازی کرده‌است.

## افتخارات
وی برندهٔ مدال طلا جام جهانی فوتبال زنان ۱۹۹۵ و بازی‌های المپیک تابستانی ۱۹۹۶، و مدال برنز جام جهانی فوتبال زنان ۱۹۹۵ شده‌است.